# Schell-Plan
Der Schell-Plan war ein deutsches Wehrwirtschafts- und Rüstungskontrollprogramm, dem später das Rüstungsprogramm B folgte. Er war auf Kraftfahrzeuge (einschließlich der damaligen 100er Motor-Fahrräder), Anhänger und Einbaumotoren beschränkt.

## Entstehung und Wirkung des Schell-Planes
Im nationalsozialistischen Deutschland wurde nach und nach eine Zentralverwaltungswirtschaft mit wirtschaftslenkender Gesetzgebung ausgebaut. Als Neuer Plan wurde 1934 der Weg vorgezeichnet; dem folgten der Vierjahresplan von 1936, der Schnellplan von 1938 und der Schell-Plan im Jahr 1939.
Der Schell-Plan war ein kurz vor dem Zweiten Weltkrieg von Oberst Adolf von Schell (1893–1967) entwickeltes wirtschaftspolitisches Programm zur Vereinheitlichung der reichsdeutschen Motorrad- und Automobilfertigung. Ziele waren die einfachere Wartung und Instandhaltung des Wehrmachtfuhrparks sowie eine effizientere Produktion durch eine drastische Reduzierung der Pkw- und Lkw-Typen und eine Vereinheitlichung ihrer Bauteile. Der Schell-Plan gehört damit im Rahmen des Vierjahresplans zu den wirtschaftspolitischen Kriegsvorbereitungen, die vor dem Zweiten Weltkrieg getroffen wurden.
Schon in den ersten Jahrzehnten des 20. Jahrhunderts gab es eine wachsende deutsche und österreichische Fahrzeugindustrie und damit rege Konkurrenz zwischen den verschiedenen Automobilherstellern, was zu einer Vielzahl verschiedener Fahrzeugtypen führte. 1938 wurden so 130 verschiedene Lkw-Typen produziert und unter anderem an die Wehrmacht ausgeliefert. Im Kriegsfall hätte das für die Wehrmacht große Schwierigkeiten bedeutet, da eine große Zahl verschiedener Ersatzteile und die Ausbildung an vielen Fahrzeugtypen nötig geworden wäre. Auch die Massenproduktion im Krieg sollte durch eine niedrige Typenzahl deutlich einfacher werden.
Aus diesen Gründen ernannte Hermann Göring, der als Chef der Vierjahresplanbehörde dafür verantwortlich war, die deutsche Industrie auf den Krieg vorzubereiten, Oberst von Schell am 15. November 1938 zum „Generalbevollmächtigten für das Kraftfahrwesen“ (GBK). Er sollte in Zusammenarbeit mit der Automobilindustrie die Produktionsverhältnisse neu ordnen.
Am 2. März 1939 erließ Göring als Beauftragter für den Vierjahresplan die „Verordnung über die Typenbegrenzung in der Kraftfahrzeugindustrie“, nach der die „(§ 1.1) Herstellung von Kraftfahrzeugen und ihren Anhängern“ den (§ 2) Vorschriften des Generalbevollmächtigten für das Kraftfahrwesen unterliegen; der „(§ 1.2) Generalbevollmächtigte setzt Bauart, Hubraumklassen, Typenzahlen und Nutzlastgrenzen fest, die jeweils vom Hersteller einzuhalten sind“; außerdem bestimmt er „(§ 1.3) die Fabriken, die Motoren für Motorfahrräder herstellen dürfen“ und erlässt Ausführungsvorschriften.
Schell legte sein „Programm zur Beschränkung von Kraftfahrzeugtypen“ am 15. März 1939 vor. Es sah nur einige wenige Grundtypen für Motorräder, Lkw und Pkw vor. Die 114 bislang existierenden Lkw-Typen wurden auf 19, auf vier Grundtypen aufbauende Modelle reduziert, die Pkw-Typen von 52 auf 29. Die Reichsregierung bewilligte den Schell-Plan, er trat am 1. Januar 1940 in Kraft. (a) Die Aufteilung der Fahrzeugproduktion wurde wie folgt vorgesehen, wobei die Fertigung von Pkw bereits ab Mitte 1940 zugunsten der Kriegswirtschaft schrittweise eingestellt wurde:
| Lkw 1,5 t | Lkw 3 t      | Lkw 4,5 t    | Lkw 6,5 t    |
| --------- | ------------ | ------------ | ------------ |
| Opel      | Opel         | Daimler-Benz | Daimler-Benz |
| Phänomen  | Ford         | Büssing-NAG  | MAN          |
| Steyr     | Borgward     | MAN          | Krupp        |
|           | Daimler-Benz | Saurer       | Vomag        |
|           | Magirus      | Henschel     |              |
|           | MAN          | Magirus      |              |

| Hersteller   | Typen-Plan ab 1940 | Bau-Typen Bauzeit               |
| ------------ | ------------------ | ------------------------------- |
| Adler        | 3 Pkw-Typen        | Adler Trumpf Junior (1936–1941) |
| Auto-Union   | 7 Pkw-Typen        | Zeitleiste                      |
| Borgward     | 1 Pkw-Typ          | Hansa 2000 (1937–1942)          |
| BMW          | 1 Pkw-Typ          | BMW 335 (1939–1941)             |
| Daimler-Benz | 6 Pkw-Typen        | Zeitleiste                      |
| Ford         | 2 Pkw-Typen        | Ford Taunus G93A (1939–1942)    |

| Hersteller | Typen-Plan ab 1940 | Bau-Typen Bauzeit             |
| ---------- | ------------------ | ----------------------------- |
| Hanomag    | 1 Pkw-Typ          | Hanomag 1,3 Liter (1939–1941) |
| Maybach    | 1 Pkw-Typ          | Maybach SW 42 (1939–1941)     |
| Opel       | 4 Pkw-Typen        | Zeitleiste                    |
| Steyr      | 1 Pkw-Typ          | Steyr 55 (1938–1940)          |
| Stoewer    | 1 Pkw-Typ          | Stoewer Sedina (1937–1940)    |
| Tatra      | 1 Pkw-Typ          | Tatra 57 B (1938–1940)        |

Danach waren die Hersteller in ihrer Handlungsfreiheit erheblich eingeschränkt. Ihnen wurde in weiten Zügen diktiert, in welcher Form und in welcher Auflage sie welche Modelle zu produzieren hatten. Der gesamte Produktionsrahmen war dadurch den Bedürfnissen der Wehrmacht unterworfen. Ein deutliches Beispiel für einen durch den Schell-Plan völlig umgewandelten Kraftfahrzeughersteller war Borgward. War Borgward vor dem Krieg noch in erster Linie ein Hersteller von zivilen Personenkraftwagen, so musste im weiteren Verlauf der Produktionsschwerpunkt rasch auf Heeres-Lkw, Artilleriezugmaschinen und Schützenpanzerwagen umgestellt werden. Wie auch für Büssing bekannt, waren viele Hersteller von tiefgreifenden Änderungen betroffen, zu denen nur wenige Ausnahmen geplant wurden. Die Umstellung der Pkw-Produktion war teilweise von den Plänen zur Entwicklung neuer Fahrzeugtypen für KdF- bzw. Volkswagen und andererseits von der Umstellung auf Kriegsproduktion überschattet. Am 16. Januar 1942 wurde Jakob Werlin von Hitler zum Generalinspekteur des Führers für das Kraftfahrwesen ernannt.
Trotz des Schell-Plans und der Bemühungen, den Aufwand für Beschaffung und Logistik durch die Verwendung von Gleichteilen zu dämpfen, kam es in der Praxis durch vielfältige Ausstattungsvarianten und Sonderbauten zu einer riesigen Anzahl von Fahrzeugvarianten, die weitgehend in der Liste von Radfahrzeugen der Wehrmacht und in der Liste der Sonderkraftfahrzeuge der Wehrmacht aufgeführt sind und beim tatsächlich genutzten Fuhrpark durch viele Varianten von Beutefahrzeugen ergänzt wurden. Siehe dazu die Gruppe der Beutefahrzeuge gemäß den Kennblättern fremden Geräts.

## Wirtschafts- und Rüstungspläne der NS-Zeit
Der Schell-Plan war eines der Programme, mit denen die deutsche Wirtschaft koordiniert werden sollte. Ihm folgte das Rüstungsprogramm B (auch: Rüstungsprogramm »Kriegsheer 1941«) als Plan für die Aufrüstung der Wehrmacht für den Krieg gegen die Sowjetunion. Es wurde im August 1940 entworfen und am 28. August 1940 vom Chef der Heeresrüstung Friedrich Fromm angeordnet. Die Expansion der Kriegswirtschaft wurde von etlichen weiteren Programmen begleitet.
Die Koordination dieser Pläne und die Gewichtung von Interessen sollte ab 1942 beim Ausschuss für Zentrale Planung im Reichsministerium für Rüstung und Kriegsproduktion erfolgen. Der Überblick über die Pläne ist teilweise schwer nachvollziehbar, wobei etliche dieser Pläne in Personal- oder Amtsunion von Wehrwirtschaftsführern sowie in fusionierten Wirtschaftsgebilden wie den Reichswerken Hermann Göring betreut und umgesetzt werden sollten. Dass es dabei zu Konkurrenzsituationen kam, ist insbesondere vom Thema Luftrüstung gegen Panzerrüstung und vom Wirken der Konstrukteure wie Ferdinand Porsche oder Hans Ledwinka bekannt. Im Bereich der Kraftfahrzeugfertigung waren auch die Betriebe in annektierten oder besetzten Gebieten betroffen, wie es bei Unternehmen wie den Österreichischen Saurerwerken sowie Škoda und Tatra der Fall war. Am 25. Juli 1944 erschien im Reichsgesetzblatt Hitlers Erlass über den Totalen Krieg. Von diesem Erlass wurden alle früheren Pläne betroffen. Nachfolgend eine unvollständige Übersicht der Pläne, welche die Belange des Kraftfahrzeugwesens berührten:
| 1938        | 1939        | 1940               | 1941            | 1942          | 1943                        | 1944                    |
| ----------- | ----------- | ------------------ | --------------- | ------------- | --------------------------- | ----------------------- |
| Schnellplan | Schell-Plan | Rüstungsprogramm B | Göring-Programm | Iwan-Programm | Adolf-Hitler-Panzerprogramm | Mineralölsicherungsplan |

## Internationale Aspekte und Nachwirkungen
Die Kriegswirtschaft im Zweiten Weltkrieg und die Koordination militärisch-industrieller Komplexe wurde mehr oder weniger stark von allen Kriegsparteien betrieben. In Frankreich wirkte der 1944 beschlossene Plan-Pons mit ähnlichen Vorgaben wie beim Schell-Plan bis in die Nachkriegszeit im Rahmen der französischen Planification weiter. Paul Marie Pons wurde vom Commissariat général du Plan damit beauftragt, seine Pläne zur Restrukturierung der französischen Automobilindustrie weiterhin zu betreuen. Die Alliierten profitierten ab 1941 von dem Leih- und Pachtgesetz. Im Frühjahr 1942 wurde nach dem Kriegseintritt der USA das War Production Board eingerichtet und mit weitreichenden Befugnissen ausgestattet.
Nach Deutschlands Kapitulation und dem Niedergang der Industrie waren Wirtschaftspläne aus der NS-Zeit überholt. Wie von der Geschichte der „Wolfsburg Motor Works“ und der späteren Volkswagen AG bekannt war es schwer, überhaupt die Produktion von Fahrzeugen in den westalliierten Besatzungszonen und in der Sowjetischen Besatzungszone von Deutschland wiederzubeleben. In der DDR wurde die Kraftfahrzeugindustrie kollektiviert und im Rahmen des Demokratischen Zentralismus in der DDR mit dem Fünfjahresplan der DDR gesteuert. Das European Recovery Program (ERP), besser bekannt als Marshallplan, wurde aufgelegt, um die Wirtschaft Europas beim Wiederaufbau zu stützen. Der westeuropäische Wirtschaftsraum konnte davon profitieren, während der spätere Ostblock das System der Zentralverwaltungswirtschaft verfolgte.